# Kersley Gardenne
Jean-Kersley Gardenne (ur. 16 lutego 1972) – maurytyjski lekkoatleta, specjalista skoku o tyczce, dwukrotny olimpijczyk.

## Kariera sportowa
Zdobył srebrny medal w skoku o tyczce na mistrzostwach Afryki w 1990 w Kairze. Odpadł w kwalifikacjach na mistrzostwach świata juniorów w 1990 w Płowdiwie. Na igrzyskach afrykańskich w 1991 w Kairze zdobył brązowy medal, a na mistrzostwach Afryki w 1992 w Belle Vue Maurel srebrny medal. Odpadł w kwalifikacjach na  igrzyskach olimpijskich w 1992 w Barcelonie.
Zdobył srebrny medal na igrzyskach afrykańskich w 1995 w Harare, przegrywając tylko z Okkertem Britsem z Południowej Afryki. Nie zaliczył żadnej wysokości w kwalifikacjach na igrzyskach olimpijskich w 1996 w Atlancie oraz na halowych mistrzostwach świata w 1997 w Paryżu.
Zdobył srebrny medal na mistrzostwach Afryki w 1998 w Dakarze (za Okkertem Britsem) oraz brązowy medal na igrzyskach Wspólnoty Narodów w 1998 w Kuala Lumpur, przegrywając z Riaanem Bothą z Południowej Afryki i Paulem Burgessem z Australii.
Jest aktualnym (październik 2020) rekordzistą Mauritiusu w skoku o tyczce na otwartym stadionie (5,50 m uzyskany 12 kwietnia 1996 w Dreux) i w hali (5,60 m uzyskany 15 stycznia 1998 w Liévin).